# Diachrysia stenochrysis
Diachrysia stenochrysis là một loài bướm đêm trong họ Noctuidae.

## Hình ảnh

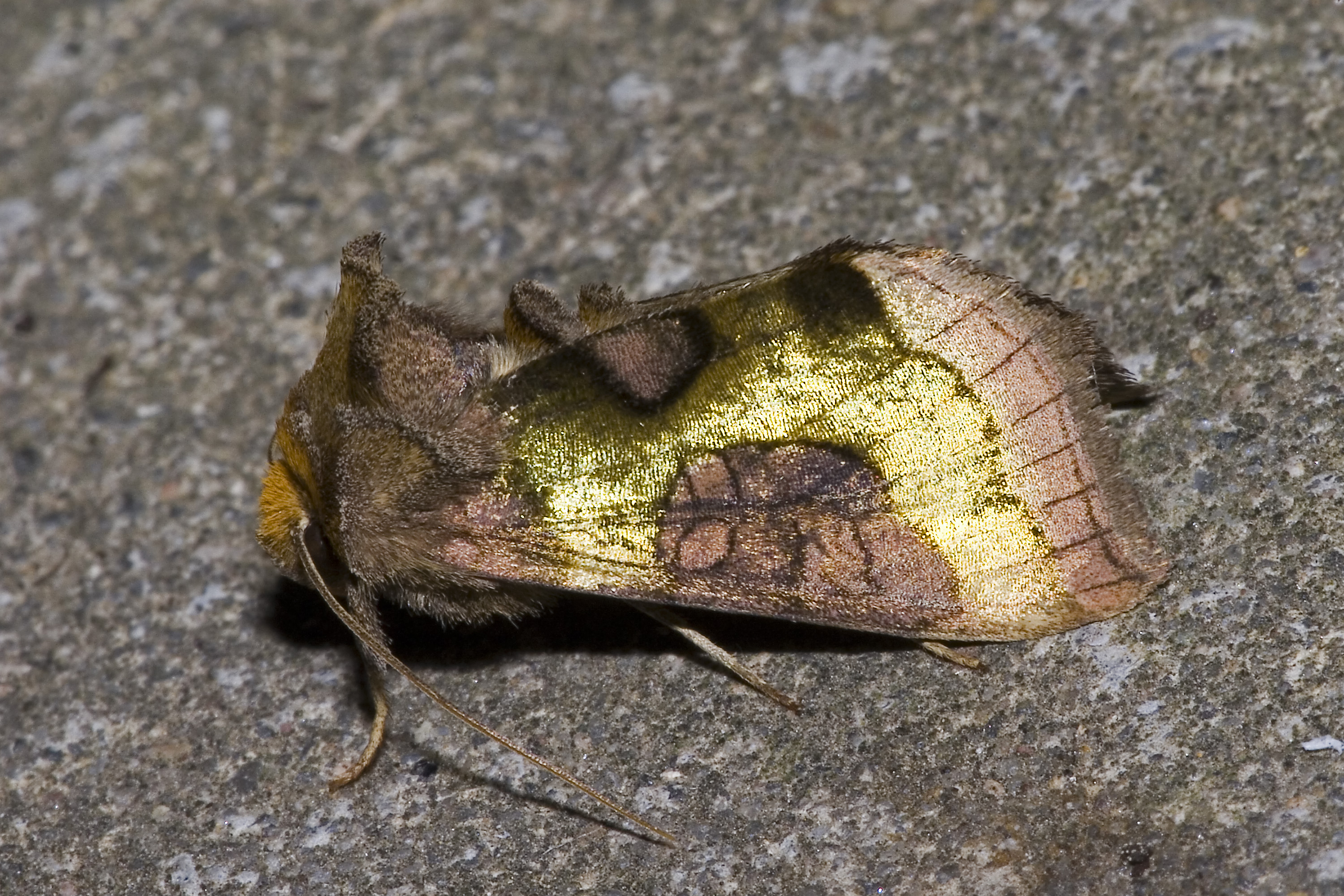
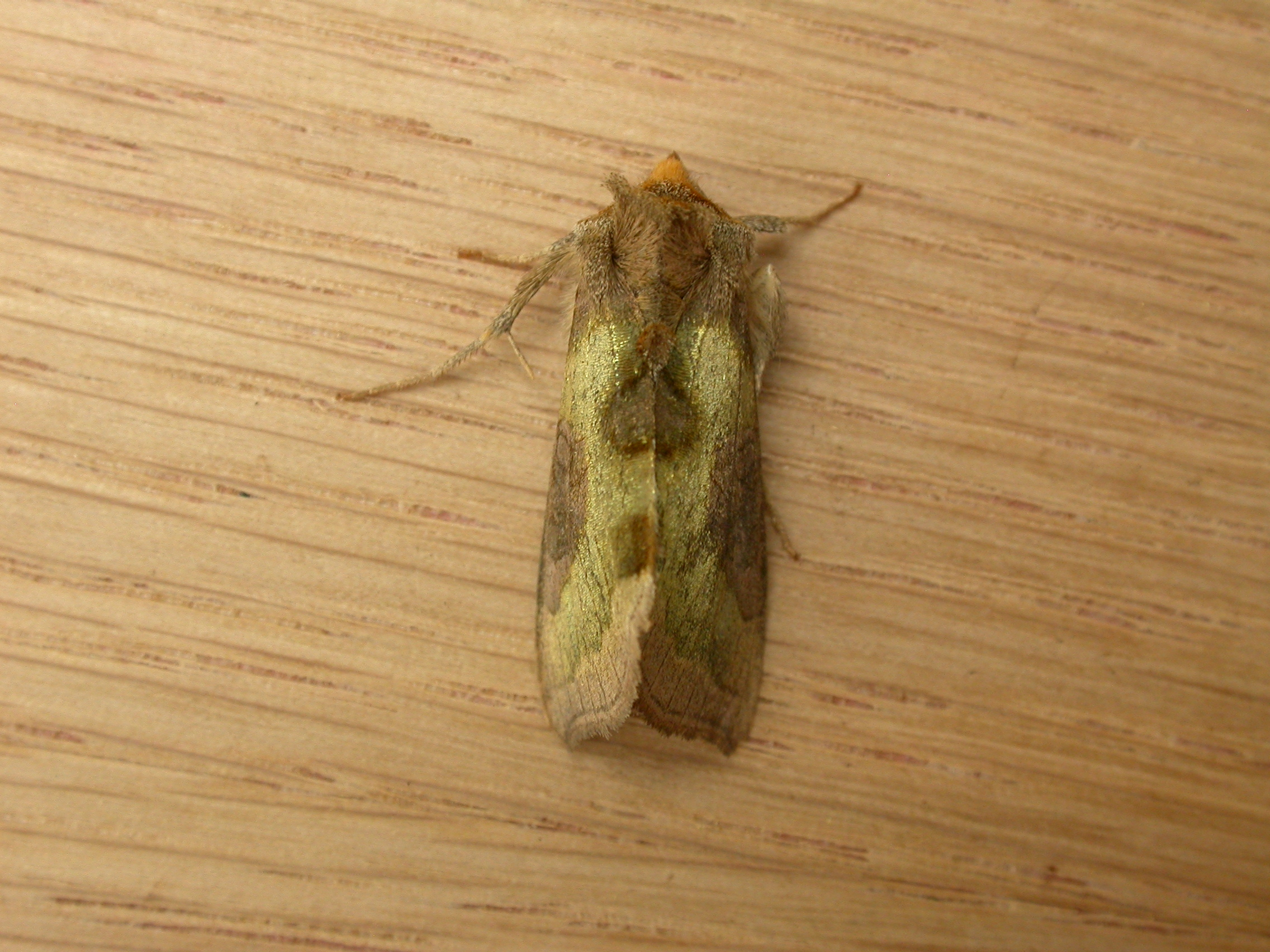
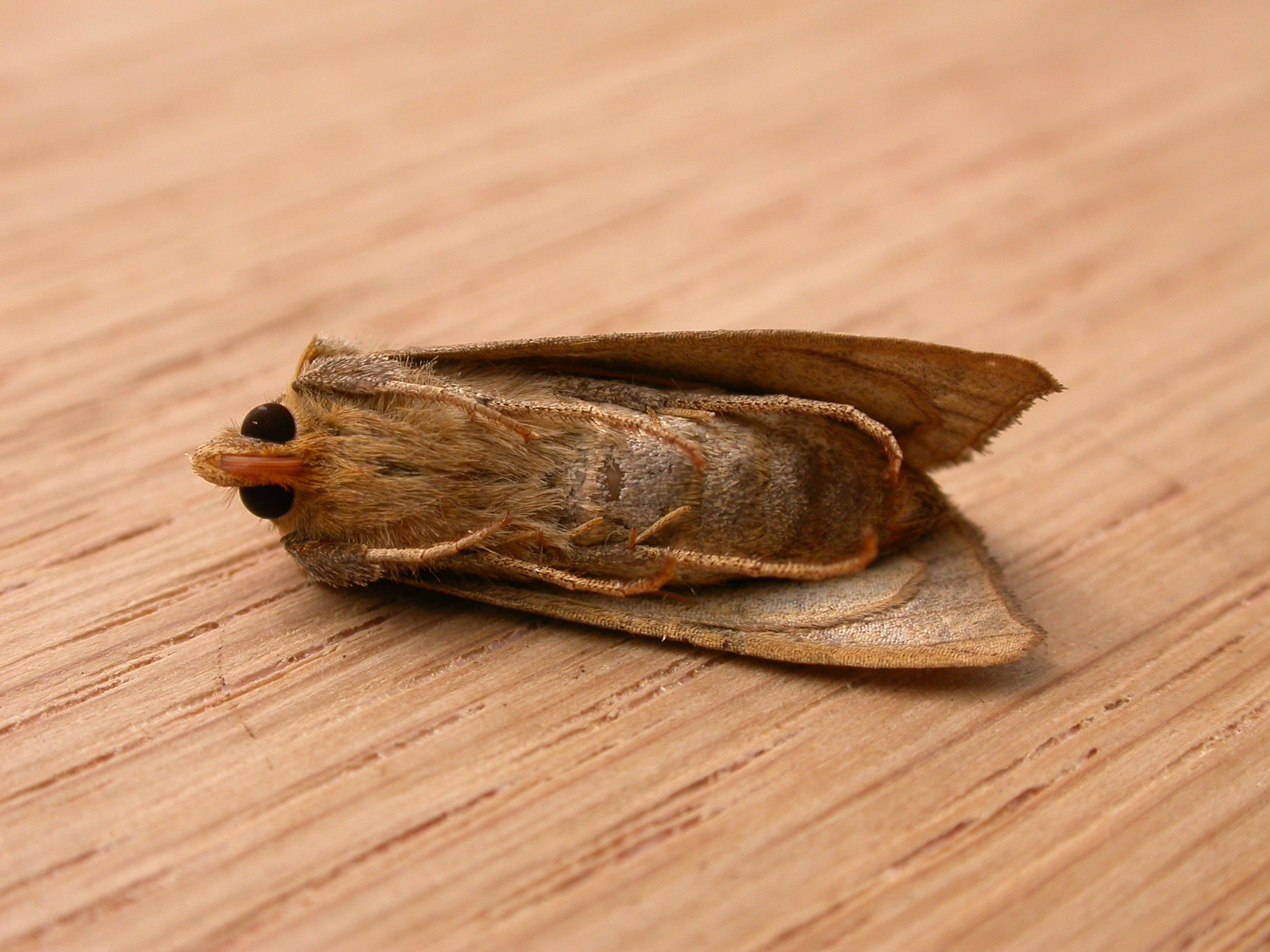
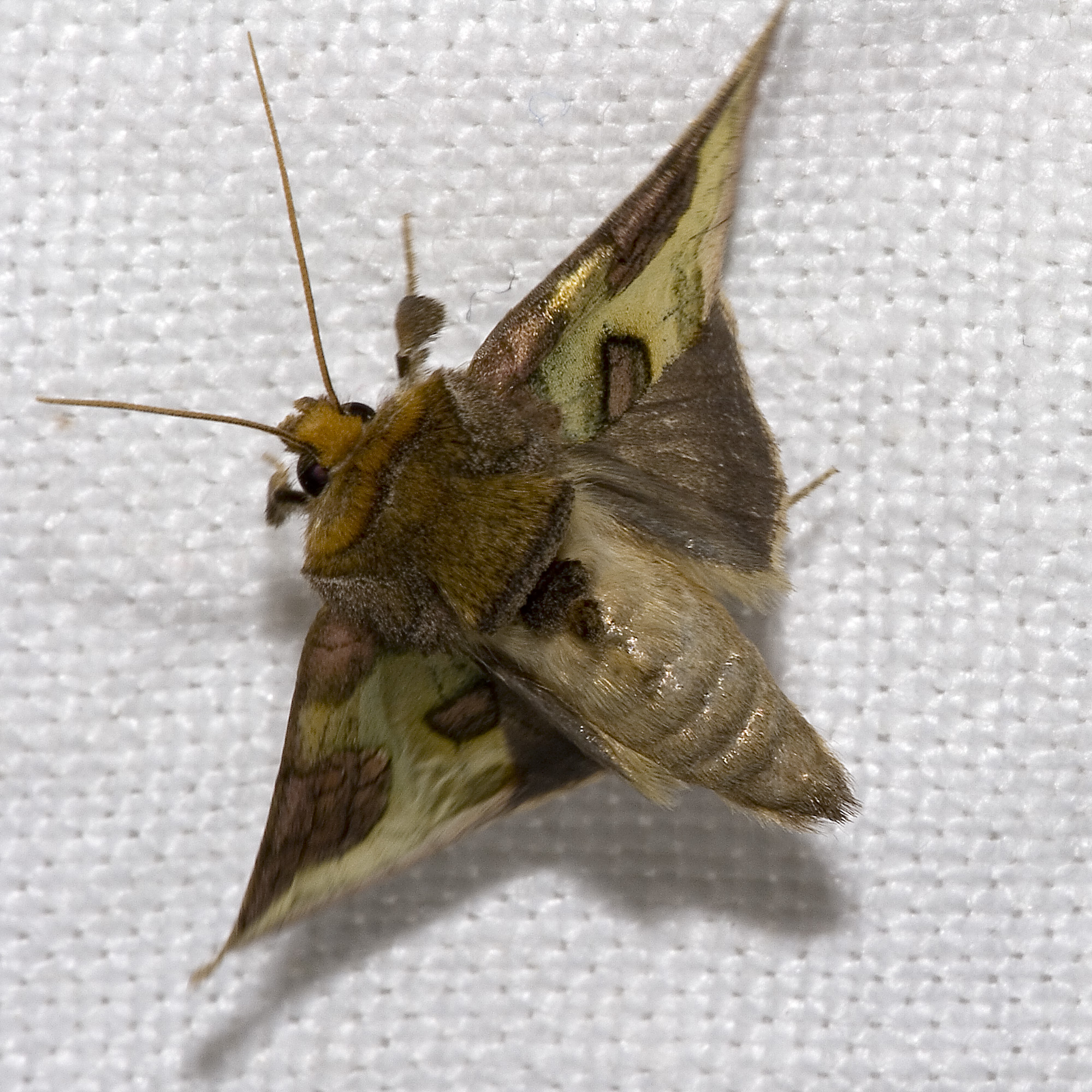